# Rugby a 7 ai Giochi della XXXIII Olimpiade - Torneo femminile
Il torneo di rugby a 7 femminile della XXXIII Olimpiade fu il 3º torneo olimpico di rugby a 7 femminile e si tenne dal 28 al 30 luglio 2024 allo Stade de France di Saint-Denis tra 12 squadre nazionali maggiori.
La Francia, come squadra del comitato organizzatore, era qualificata di diritto, mentre le altre 11 squadre provenivano dalle varie qualificazioni continentali (due dalle Americhe, una ciascuna da Europa, Africa, Asia e Oceania), dalle World Series 2022-23 (4 squadre) e dai ripescaggi (una squadra).
Federazione di riferimento per il torneo era World Rugby, organismo di governo mondiale di rugby a 7 e rugby a 15, che sovrintese alle fasi di qualificazione alla competizione.
Nel torneo di qualificazione fu l'Inghilterra a concorrere in nome della Gran Bretagna, la quale non ha una federazione propria nel rugby.
Per quanto riguarda invece l'Irlanda, qualificata al torneo olimpico nei ripescaggi, benché per World Rugby la squadra rappresenti l'intera isola, per il CIO rappresenta solo l'Éire; tuttavia gli atleti nordirlandesi hanno la facoltà di scegliere quale comitato olimpico, tra quello britannico e quello irlandese, essi preferiscano rappresentare.
Campione olimpica uscente era la Nuova Zelanda, vincitrice sulla Francia nella finale dell'edizione di Tokyo.
Le Black Ferns confermarono il loro titolo olimpico sconfiggendo 19-12 in finale il Canada.
Bronzo furono gli Stati Uniti, alla loro prima medaglia nel seven olimpico e, più in generale, al ritorno nel medagliere della palla ovale a cent'anni di distanza dall'affermazione della squadra maschile a XV nel torneo di Parigi del 1924, l'ultimo di tale disciplina a cinque cerchi.

## Squadre qualificate
| Fase                   | Africa      | Americhe           | Asia       | Europa                          | Oceania | World Series                                        | Ripescaggi |
| ---------------------- | ----------- | ------------------ | ---------- | ------------------------------- | ------- | --------------------------------------------------- | ---------- |
| Ammissioni automatiche |             |                    |            | - Francia (Paese organizzatore) |         |                                                     |            |
| Qualificazioni         | - Sudafrica | - Brasile - Canada | - Giappone | - Gran Bretagna                 | - Figi  | - Nuova Zelanda - Australia - Stati Uniti - Irlanda | - Cina     |

## Formula

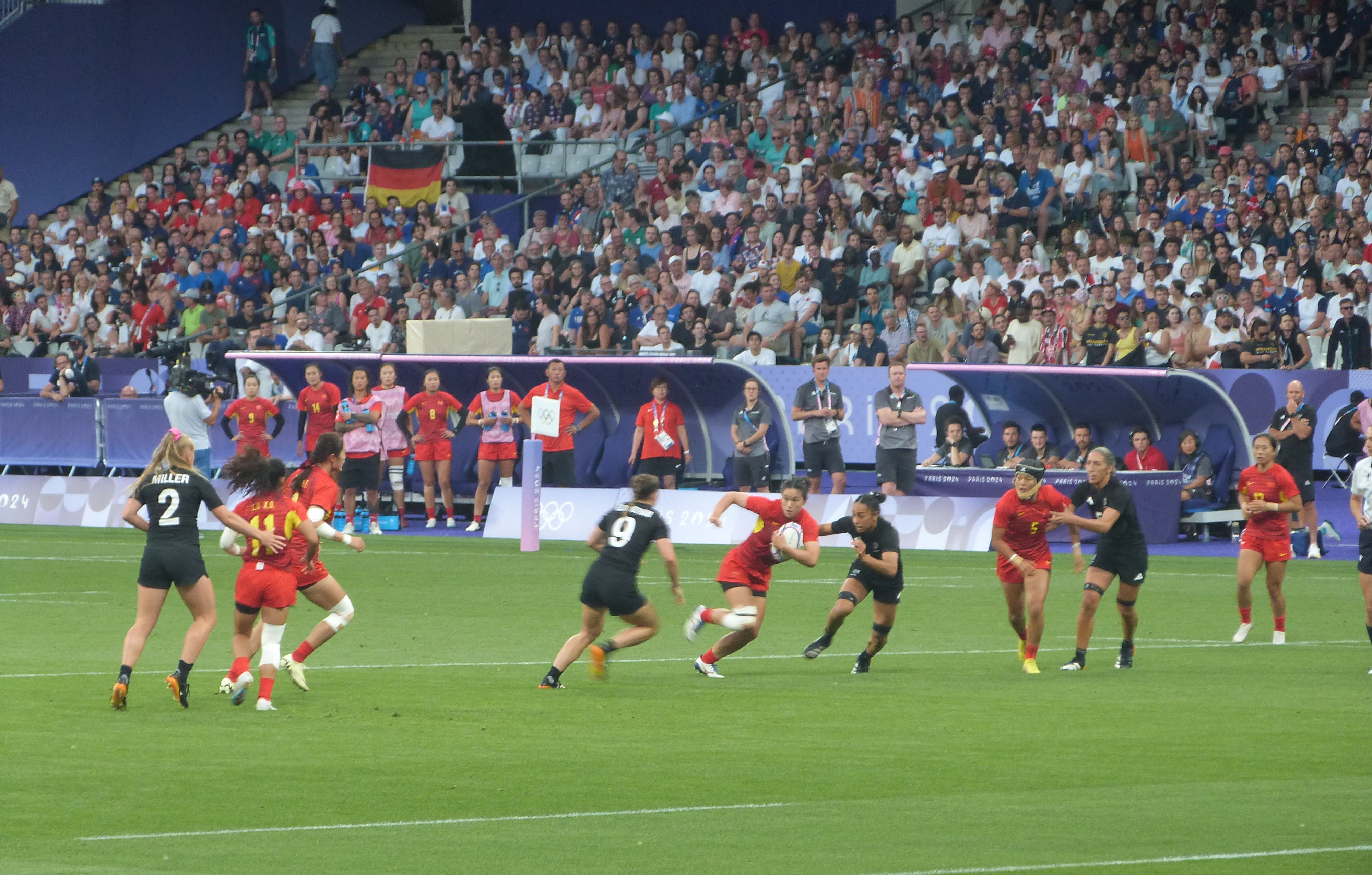
Incontro dei quarti di finale tra e

Le 12 squadre furono ripartite in 3 gironi da 4 squadre, denominati da A a C, in ciascuno dei quali ogni squadra incontrò le altre tre con la formula del girone all'italiana e la classifica fu stilata secondo il seguente criterio: 3 punti alla squadra vincitrice, 2 ciascuno alle squadre che pareggiassero, 1 punto in caso di sconfitta e zero punti in caso di forfeit o abbandono della partita.
Al secondo turno a eliminazione diretta passavano le prime due squadre di ogni girone e le due migliori terze; ai fini della discriminante per squadre arrivate a pari punti, quella con il miglior risultato nell'incontro diretto tra le due aveva la precedenza; quanto invece alla migliore terza, la discriminante era il punteggio in classifica e, a seguire, la differenza punti fatti/subiti, la differenza mete fatte/subite, il numero di punti e il numero di mete.
Le due migliori terze, in ordine di seeding, presero la posizione 7 e 8; a quella non qualificata ai quarti fu assegnata la posizione 9.
Nella fase a eliminazione diretta, le ultime quattro (la peggiore terza e le quarte classificate di ogni girone, con seeding da 10 a 12 secondo i criteri summenzionati) si incontrarono per il torneo di assegnazione dei posti dal nono al dodicesimo: la squadra con il seeding 9 fu accoppiata a quella con seeding 12, quella con il seeding 10 a quella con il seeding 11; le vincitrici si affrontarono per il nono posto, le perdenti per l'undicesimo.
Nei quarti di finale, invece, gli accoppiamenti furono i seguenti, nell'ordine:
1. prima classificata del girone A – terza classificata con seeding 8
2. seconda classificata del girone C – seconda classificata del girone B
3. prima classificata del girone C – seconda classificata del girone A
4. prima classificata del girone B – terza classificata con seeding 7[5].

In ordine di incontro, le squadre sconfitte disputarono i play-off per i posti dal quinto all'ottavo, mentre le vincitrici per quelli della zona medaglie.
Per l'assegnazione della medaglia di bronzo fu prevista la finale per il terzo posto tra le due squadre sconfitte nelle semifinali per il titolo.

## Gironi
| Girone A                               | Girone B                                          | Girone C                                     |
| -------------------------------------- | ------------------------------------------------- | -------------------------------------------- |
| - Nuova Zelanda - Figi - Canada - Cina | - Australia - Irlanda - Gran Bretagna - Sudafrica | - Francia - Stati Uniti - Giappone - Brasile |

## Fase a gironi

### Girone A
| Data      | Incontro               | Risultato | Sede        |
| --------- | ---------------------- | --------- | ----------- |
| 28-7-2024 | Figi ‒ Canada          | 14-17     | Saint-Denis |
| 28-7-2024 | Nuova Zelanda ‒ Cina   | 43-5      | Saint-Denis |
| 28-7-2024 | Figi ‒ Cina            | 12-40     | Saint-Denis |
| 28-7-2024 | Nuova Zelanda ‒ Canada | 33-7      | Saint-Denis |
| 29-7-2024 | Canada ‒ Cina          | 26-17     | Saint-Denis |
| 29-7-2024 | Nuova Zelanda ‒ Figi   | 38-7      | Saint-Denis |

#### Classifica
| Pos | Squadra       | G | V | N | P | PF  | PS | P±  | PT |
| --- | ------------- | - | - | - | - | --- | -- | --- | -- |
| A1  | Nuova Zelanda | 3 | 3 | 0 | 0 | 114 | 19 | 95  | 9  |
| A2  | Canada        | 3 | 2 | 0 | 1 | 50  | 64 | −14 | 7  |
| A3  | Cina          | 3 | 1 | 0 | 2 | 62  | 81 | −19 | 5  |
| A4  | Figi          | 3 | 0 | 0 | 3 | 31  | 95 | −64 | 3  |

### Girone B
| Data      | Incontro                  | Risultato | Sede        |
| --------- | ------------------------- | --------- | ----------- |
| 28-7-2024 | Irlanda ‒ Gran Bretagna   | 12-21     | Saint-Denis |
| 28-7-2024 | Australia ‒ Sudafrica     | 34-5      | Saint-Denis |
| 28-7-2024 | Irlanda ‒ Sudafrica       | 38-0      | Saint-Denis |
| 28-7-2024 | Australia ‒ Gran Bretagna | 36-5      | Saint-Denis |
| 29-7-2024 | Gran Bretagna ‒ Sudafrica | 26-17     | Saint-Denis |
| 29-7-2024 | Australia ‒ Irlanda       | 19-14     | Saint-Denis |

#### Classifica
| Pos | Squadra       | G | V | N | P | PF | PS | P±  | PT |
| --- | ------------- | - | - | - | - | -- | -- | --- | -- |
| B1  | Australia     | 3 | 3 | 0 | 0 | 89 | 24 | 65  | 9  |
| B2  | Gran Bretagna | 3 | 2 | 0 | 1 | 52 | 65 | −13 | 7  |
| B3  | Irlanda       | 3 | 1 | 0 | 2 | 64 | 40 | 24  | 5  |
| B4  | Sudafrica     | 3 | 0 | 0 | 3 | 22 | 98 | −76 | 3  |

### Girone C
| Data      | Incontro               | Risultato | Sede        |
| --------- | ---------------------- | --------- | ----------- |
| 28-7-2024 | Stati Uniti ‒ Giappone | 36-7      | Saint-Denis |
| 28-7-2024 | Francia ‒ Brasile      | 26-0      | Saint-Denis |
| 28-7-2024 | Stati Uniti ‒ Brasile  | 24-5      | Saint-Denis |
| 28-7-2024 | Francia ‒ Giappone     | 49-0      | Saint-Denis |
| 29-7-2024 | Giappone ‒ Brasile     | 39-12     | Saint-Denis |
| 29-7-2024 | Francia ‒ Stati Uniti  | 31-14     | Saint-Denis |

#### Classifica
| Pos | Squadra     | G | V | N | P | PF  | PS | P±  | PT |
| --- | ----------- | - | - | - | - | --- | -- | --- | -- |
| C1  | Francia     | 3 | 3 | 0 | 0 | 106 | 14 | 92  | 9  |
| C2  | Stati Uniti | 3 | 2 | 0 | 1 | 74  | 43 | 31  | 7  |
| C3  | Giappone    | 3 | 1 | 0 | 2 | 46  | 97 | −51 | 5  |
| C4  | Brasile     | 3 | 0 | 0 | 3 | 17  | 89 | −72 | 3  |

## Fase aplay-off

### Play-offper il 9º posto
|  | Semifinali | Semifinali | Semifinali |         |          | finale 9º posto  | finale 9º posto  | finale 9º posto  |  |
|  |            |            |            |         |          |                  |                  |                  |  |
|  | C3         | Giappone   | 15         |         |          |                  |                  |                  |  |
|  | C3         | Giappone   | 15         |         |          |                  |                  |                  |  |
|  | B4         | Sudafrica  | 12         |         |          |                  |                  |                  |  |
|  | B4         | Sudafrica  | 12         |         | Giappone | Giappone         | 38               |                  |  |
|  |            |            |            |         | Giappone | Giappone         | 38               |                  |  |
|  |            |            | Brasile    | Brasile | 7        |                  |                  |                  |  |
|  | A4         | Figi       | Brasile    | Brasile | 7        | 22               |                  |                  |  |
|  | A4         | Figi       |            |         |          | 22               |                  |                  |  |
|  | C4         | Brasile    | 28         |         |          | finale 11º posto | finale 11º posto | finale 11º posto |  |
|  | C4         | Brasile    | 28         |         |          |                  |                  |                  |  |
|  |            |            |            |         |          |                  |                  |                  |  |
|  |            |            |            |         |          | Sudafrica        | Sudafrica        | 21               |  |
|  |            |            |            |         |          | Sudafrica        | Sudafrica        | 21               |  |
|  |            |            |            |         |          | Figi             | Figi             | 15               |  |

#### Semifinali
| Arbitro: | Cisco Lopez |

|                         |    |                              |
| Hara 4’ Kajiki 12’, 14’ | mt | 1’ Janse v. Rensburg 7’ Roos |
|                         | tr | 7’ Roos                      |

| Arbitro: | Talal-Azmat Chaudry |

|                                        |    |                                     |
| Buleki 2’ Naimasi 4’, 13’ Likuceva 11’ | mt | 1’, 7+1’ Lima 6’ Costa 14+1’ Soares |
| Naimasi 13’                            | tr | 1’, 6’, 7+1’, 14+1’ Kochhann        |

#### Finale per l'11º posto
| Arbitro: | Ano Kuwai |

|                       |    |                                         |
| Roos 1’, 5’ Mpupha 9’ | mt | 11’ Lomani 12’ Ditavutu 14+1’ T. Wilson |
| Roos 1’, 5’, 9’       | tr |                                         |

#### Finale per il 9º posto
| Arbitro: | Lavenia Racaca |

|                                                                 |    |                |
| Kajiki 1’ Utsumi 3’ Ohtani 6’ Hirano 10’ Matsuda 13’ Tanaka 14’ | mt | 14+2’ Soares   |
| Utsumi 1’, 3’ Hirano 10’ Nishi 13’                              | tr | 14+2’ Kochhann |

### Play-offmedaglie
|  | Quarti di finale | Quarti di finale | Quarti di finale |             |               | Semifinali    | Semifinali | Semifinali |             |                 | Finale          | Finale          | Finale |  |
|  |                  |                  |                  |             |               |               |            |            |             |                 |                 |                 |        |  |
|  | A1               | Nuova Zelanda    | 55               |             |               |               |            |            |             |                 |                 |                 |        |  |
|  | A1               | Nuova Zelanda    | 55               |             |               |               |            |            |             |                 |                 |                 |        |  |
|  | A3               | Cina             | 5                |             |               |               |            |            |             |                 |                 |                 |        |  |
|  | A3               | Cina             | 5                |             | Nuova Zelanda | Nuova Zelanda | 24         |            |             |                 |                 |                 |        |  |
|  |                  |                  |                  |             | Nuova Zelanda | Nuova Zelanda | 24         |            |             |                 |                 |                 |        |  |
|  |                  |                  | Stati Uniti      | Stati Uniti | 12            |               |            |            |             |                 |                 |                 |        |  |
|  | B2               | Gran Bretagna    | Stati Uniti      | Stati Uniti | 12            | 7             |            |            |             |                 |                 |                 |        |  |
|  | B2               | Gran Bretagna    |                  |             |               |               |            |            |             |                 |                 |                 |        |  |
|  | C2               | Stati Uniti      | 17               |             |               |               |            |            |             |                 |                 |                 |        |  |
|  | C2               | Stati Uniti      | 17               |             | Nuova Zelanda | Nuova Zelanda | 19         |            |             |                 |                 |                 |        |  |
|  |                  |                  |                  |             |               |               |            |            |             |                 |                 |                 |        |  |
|  |                  |                  | Canada           | Canada      | 12            |               |            |            |             |                 |                 |                 |        |  |
|  | C1               | Francia          | Canada           | Canada      | 12            | 14            |            |            |             |                 |                 |                 |        |  |
|  | C1               | Francia          |                  |             |               | 14            |            |            |             |                 |                 |                 |        |  |
|  | A2               | Canada           | 19               |             |               |               |            |            |             |                 |                 |                 |        |  |
|  | A2               | Canada           | 19               |             | Canada        | Canada        | 21         |            |             | Finale 3º posto | Finale 3º posto | Finale 3º posto |        |  |
|  |                  |                  |                  |             | Canada        | Canada        | 21         |            |             |                 |                 |                 |        |  |
|  |                  |                  | Australia        | Australia   | 12            |               |            |            |             |                 |                 |                 |        |  |
|  | B1               | Australia        | Australia        | Australia   | 12            | 40            |            |            | Stati Uniti | Stati Uniti     | 14              |                 |        |  |
|  | B1               | Australia        |                  |             |               |               |            |            | Stati Uniti | Stati Uniti     | 14              |                 |        |  |
|  | B3               | Irlanda          | 7                |             |               | Australia     | Australia  | 12         |             |                 |                 |                 |        |  |

#### Quarti di finale
| Arbitro: | Tyler Miller |

|                                                                               |    |        |
| Hirini 1’, 14’ Felix-Hotham 6’, 12’ Blyde 7’, 8’ Woodman 7+1’ Paul 13’, 14+1’ | mt | 4’ Dou |
| Pouri-Lane 1’, 6’ King 8’, 13’, 14’                                           | tr |        |

| Arbitro: | Maggie Cogger-Orr |

|            |    |                                   |
| Boatman 2’ | mt | 6’ Tapper 8’ Kirsche 11’ Sullivan |
| Thomson 2’ | tr | 8’ Canett                         |

| Arbitro: | Kat Roche |

|                     |    |                           |
| Jason 7+1’ Yengo 8’ | mt | 4’, 11’ Logan 14’ Daniels |
| Yengo 7+1’, 9’      | tr | 4’ Daniels 11’ Apps       |

| Arbitro: | Finlay Brown |

|                                                |    |             |
| Levi 1’, 4’, 6’ Nathan 7’ Nasser 9’ Terita 14’ | mt | 12’ Flood   |
| Hinds 4’, 6’, 7’, 9’ du Toit 14’               | tr | 12’ Higgins |

#### Play-offper il 5º posto
|  | Semifinali    | Semifinali    | Semifinali |         |      | Finale quinto posto  | Finale quinto posto  | Finale quinto posto  |  |
|  |               |               |            |         |      |                      |                      |                      |  |
|  | Cina          | Cina          | 19         |         |      |                      |                      |                      |  |
|  | Cina          | Cina          | 19         |         |      |                      |                      |                      |  |
|  | Gran Bretagna | Gran Bretagna | 15         |         |      |                      |                      |                      |  |
|  | Gran Bretagna | Gran Bretagna | 15         |         | Cina | Cina                 | 7                    |                      |  |
|  |               |               |            |         | Cina | Cina                 | 7                    |                      |  |
|  |               |               | Francia    | Francia | 21   |                      |                      |                      |  |
|  | Francia       | Francia       | Francia    | Francia | 21   | 19                   |                      |                      |  |
|  | Francia       | Francia       |            |         |      | 19                   |                      |                      |  |
|  | Irlanda       | Irlanda       | 7          |         |      | Finale settimo posto | Finale settimo posto | Finale settimo posto |  |
|  | Irlanda       | Irlanda       | 7          |         |      |                      |                      |                      |  |
|  |               |               |            |         |      |                      |                      |                      |  |
|  |               |               |            |         |      | Gran Bretagna        | Gran Bretagna        | 28                   |  |
|  |               |               |            |         |      | Gran Bretagna        | Gran Bretagna        | 28                   |  |
|  |               |               |            |         |      | Irlanda              | Irlanda              | 12                   |  |

##### Semifinali
| Arbitro: | Cisco Lopez |

|                          |    |                                 |
| Chen 3’ Yang 7’ Hu 14+2’ | mt | 2’ Kildunne 8’ Joyce 9’ Boatman |
| K. Chen 3’ Gu 7’         | tr |                                 |

| Arbitro: | Maggie Cogger-Orr |

|                           |    |            |
| Okemba 9’, 14’ Neisen 11’ | mt | 6’ Higgins |
| Drouin 9’, 11’            | tr | 6’ Higgins |

##### Finale per il 7º posto
| Arbitro: | Tyler Miller |

|                                       |    |                    |
| Jones 3’, 7+2’ Shekells 7’ Cowell 9’  | mt | 6’ Burns 14’ Boles |
| Jones 3’, 7’ Norman-Bell 7+2’ Uren 9’ | tr | 14’ Flood          |

##### Finale per il 5º posto
| Arbitro: | Maria Latos |

|         |    |                            |
| Liu 11’ | mt | 5’ Yengo 9’ Noël 13’ Pelle |
| Dou 11’ | tr | 5’ Yengo 9’, 13’ Drouin    |

#### Play-offper il titolo

##### Semifinali
| Arbitro: | Craig Chan |

|                             |    |                         |
| Waaka 5’, 8’ Blyde 11’, 13’ | mt | 3’ Kelter 14+1’ Kirshee |
| Pouri-Lane 5’ King 11’      | tr | 14+1’ Olsen             |

| Arbitro: | George Selwood |

|                                             |    |                 |
| Williams 7+1’ Hogan-Rochester 10’ Logan 13’ | mt | 1’ Levi 4’ Paki |
| Apps 7+1’, 10’, 13’                         | tr | 1’ Hinds        |

##### Finale per il 3º posto
| Arbitro: | Craig Chan |

|                         |    |              |
| Kelter 6’ Sedrick 14+1’ | mt | 2’, 13’ Levi |
| Kelter 6’ Sedrick 14+1’ | tr | 2’ Hinds     |

##### Finale
| Arbitro: | Kat Roche |

|                                                                                            |              |                                                                                    |
| Pouri-Lane 2’ Blyde 8’ Waaka 13’                                                           | mt           | 7’ Daniels 7+1’ Corrigan                                                           |
| Pouri-Lane 2’ King 8’                                                                      | tr           | 7’ Daniels                                                                         |
| · Pori-Lane · J. Miller · 13’ Hirini · Blyde · Felix-Hotham · 5’ Setefano · 5’ 10’ Woodman | Formazioni   | · Crossley 9’ · Apps · Corrigan 14’ · Daniels 13’ · Williams · Symonds 13’ · Logan |
| · 5’ King · 10’ Waaka · 13’ Saili                                                          | Sostituzioni | · Hogan-Rochester 9’ · Bermudez 13’ · Wardley 13’ · Norsten 14’                    |
| Cory Sweeney                                                                               | Allenatori   | Jack Hanratty                                                                      |

## Classifica finale
| Pos. | Nazione       |
| ---- | ------------- |
|      | Nuova Zelanda |
|      | Canada        |
|      | Stati Uniti   |
| 4    | Australia     |
| 5    | Francia       |
| 6    | Cina          |
| 7    | Gran Bretagna |
| 8    | Irlanda       |
| 9    | Giappone      |
| 10   | Brasile       |
| 11   | Sudafrica     |
| 12   | Figi          |